# Lukthyperikum
Lukthyperikum (Hypericum hircinum) är en johannesörtsväxtart. Lukthyperikum ingår i släktet johannesörter, och familjen johannesörtsväxter.

## Underarter
Arten delas in i följande underarter:
- H. h. albimontanum
- H. h. hircinum
- H. h. majus
- H. h. metroi
- H. h. cambessedesii

## Bildgalleri

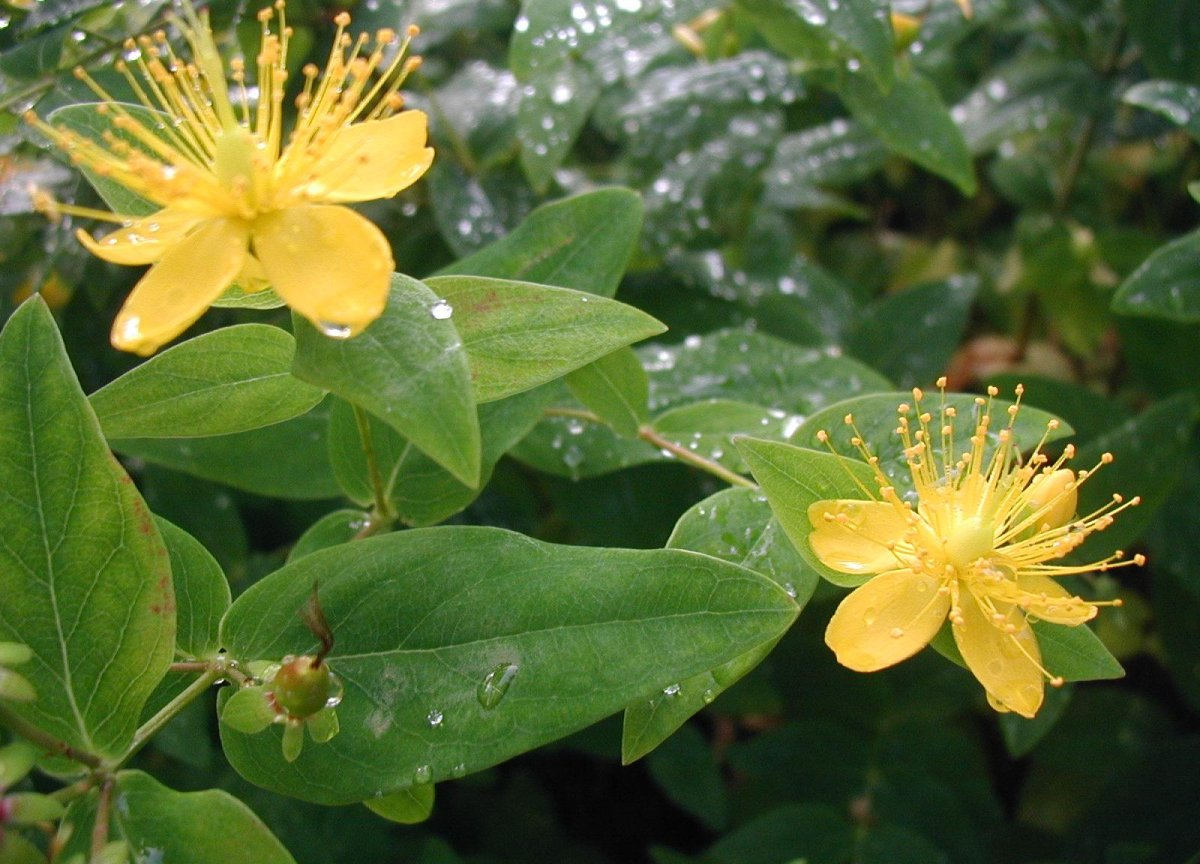
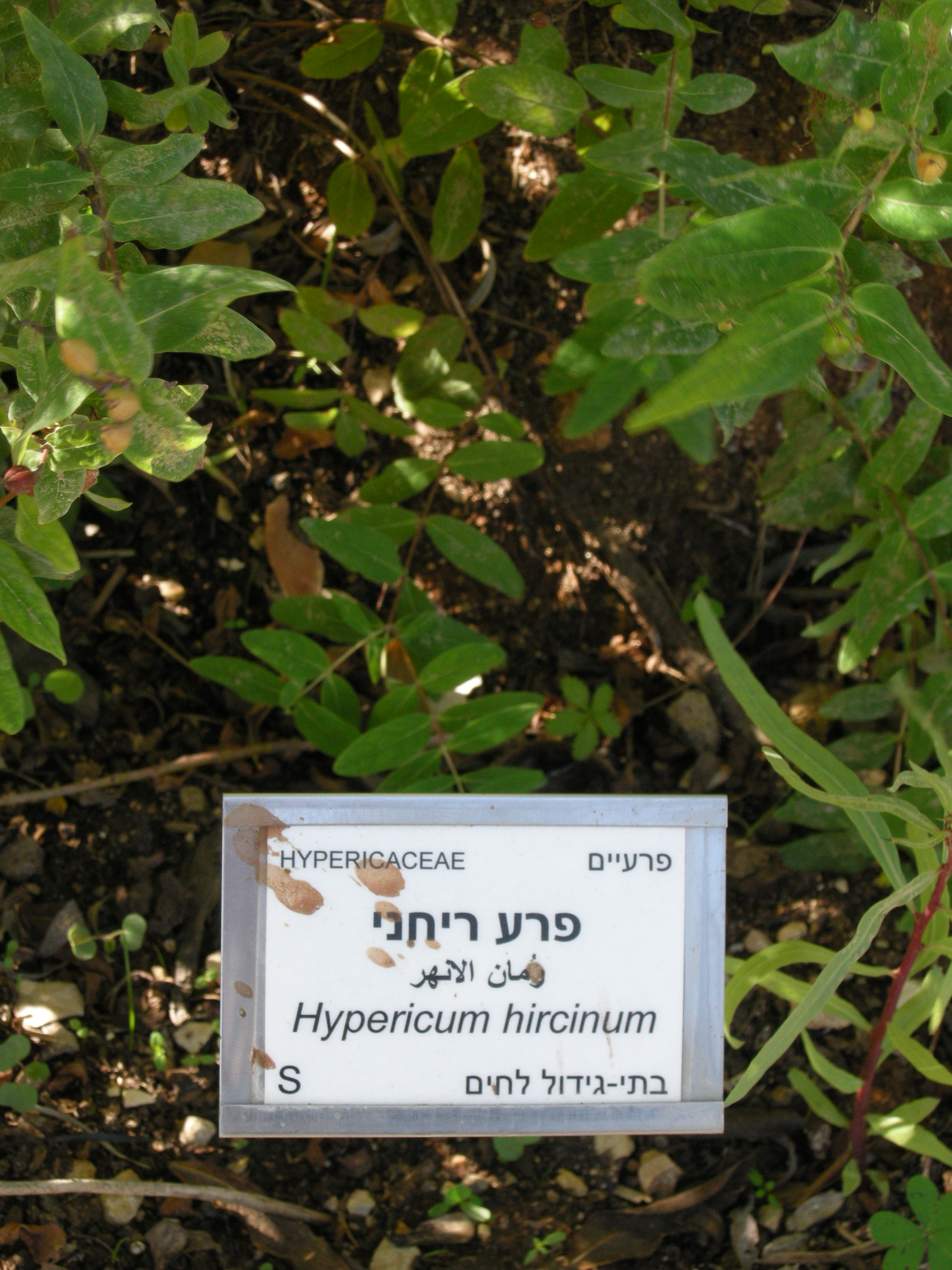
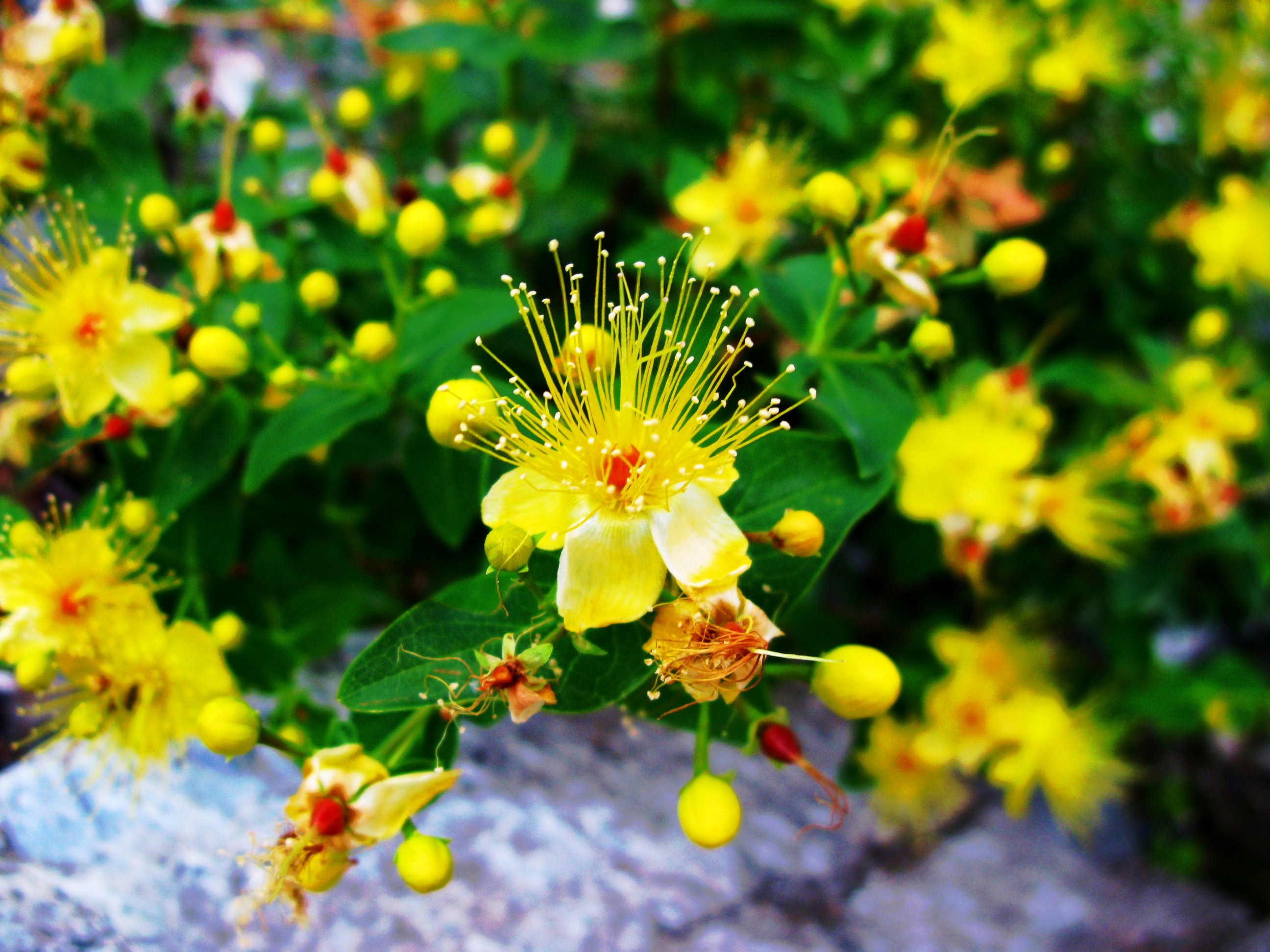